# Terezinha Morango
Terezinha Gonçalves Morango Pittigliani (São Paulo de Olivença, 26 de outubro de 1936 - Rio de Janeiro, 13 de março de 2021) foi uma modelo brasileira. Ficou conhecida após ter vencido o concurso do Miss Brasil de 1957.

## Miss Amazonas e Miss Brasil
Terezinha Morango iniciou sua carreira de modela no estado do Amazonas, sendo eleita miss naquele estado em 1957 e garantindo vaga para disputar o concurso a nível nacional. Ao ser eleita Miss Brasil em 1957, tornou-se a primeira e até então, única representante desse estado a ostentar o título. Foi também o primeiro título da região norte do país. O concurso nacional ocorreu no Hotel Quitandinha, em Petrópolis, município do estado do Rio de Janeiro, no dia 22 de junho daquele ano.

## Miss Universo
Ao ser eleita Miss Brasil, a jovem foi mandada para Long Beach, no estado da Califórnia, nos Estados Unidos para competir no famoso Miss Universo, ocorrido no dia 19 de julho. Com sua simplicidade amazonense, que até hoje todos destacam, ela conseguiu ficar em segundo lugar, perdendo apenas para a peruana Gladys Zender.

## Outros Títulos
A bela amazonense foi ainda Miss Rio Negro, no concurso anualmente promovido pelo Atlético Rio Negro Clube, e que foi também sua primeira vitória em concursos de beleza. Um ano antes de sua eleição como Miss Brasil, ela foi eleita Miss Cinelândia 1956 e fez uma pequena participação especial no filme Garotas e Samba, dirigido pelo produtor Carlos Manga, na época.